# Гуменний Ігор Григорович
Ігор Григорович Гуменний (народився у 1967 році в селі Дяківці Літинського району Вінницької області) — український підприємець і громадський діяч, президент UBC Group.

## Життєпис
Народився в родині стоматологів. Тато зі Львівської області, мама з Вінницької. Дід мами був військовим лікарем у швейцарській армії.
Служив в армії у Львові, вступив до Саратовського юридичного інституту, через рік навчання перевівся до Харківської юридичної академії, яку закінчив у 1993. Залишився в аспірантурі академії на кафедрі цивільного права. Першим науковим керівником був Віктор Лаврентійович Мусіяка.
В 1993 паралельно із викладацькою роботою відкрив юридичну практику.
В 1995 заснував і очолив «Українську пивну компанію» — Ukrainian Beer Company (UBC), яка вже 2011 року мала понад 20 філій у 60 країнах, три заводи і штат 4000 співробітників.
З квітня 2006 року офіційно підтримує тісні ділові стосунки з ЄБРР, який провів свою найбільшу, на той час, інвестицію в акціонерний капітал в країні за допомогою покупки акцій ЗАО «Укснаб» на суму 12,4 млн євро. ЄБРР придбав 25 % плюс одну акцію компанії. Проект сприяв фінансуванню у розширення виробничих потужностей компанії «Укснаб». За тодішнім інтерв'ю Олів'є Декампа, на той час Директора Бізнес-групи Південної і Східної Європи: «участь Банку допоможе почати виробництво торгового холодильного устаткування, відповідного світовим стандартам якості, яка на той час не проводилася в Україні в необхідному об'ємі».
У 2014 р., згідно зі статтею Еліни Московчук, коли Крим був анексований Росією, багато українських підприємств залишилось на півострові, їх було «націоналізовано», та пан Гуменний не вагався ані хвилини — придбав на материковій Україні виробниче приміщення та евакуював кримський завод у Харків. Всіх робітників, які погодилися на переїзд, UBC Group забрала з собою. Вже восени того року замовники отримали продукцію групи, вироблену на новій площадці — строки поставок було витримано. Вже на новій площадці група започаткувала напрям виробництва «холоду для рітейлу», планує розпочати виробництво льодогенераторів і продовжує розширюватись.
У 2016 році було закладено, а у вересні 2018 року урочисто запущено Завод холодильного обладнання Green Cool, у м. Вінниця, — перше підприємство, яке почало працювати в межах індустріального парку «Вінницький кластер холодильного машинобудування». Угода про його створення і функціонування було підписано 27 серпня 2018 року, між Вінницькою міською радою, ПрАТ «Українська пивна компанія» (UBC Group) і ТОВ «Промислово-інвестиційна компанія» як керуюча компанія індустріального парку.
Інвестиції UBC Group в І чергу заводу склали 10 млн євро. Для введення наступної черги передбачаються додаткові капіталовкладення в такому ж обсязі. Прогнозовані обсяги реалізації продукції першої черги підприємства складають 400 млн грн на рік, а після реалізації II черги (орієнтовно в 2019—2020 роках) вони виростуть до 700 млн грн на рік за умови створення додатково 1000 нових робочих місць
Згідно з даними дослідження «УНІАН», Ігор Гуменній входить до сотні найвпливовіших українців. Інформаційна агенція поставила бізнесмена на 61 місце

## Громадська діяльність
Є членом ради директорів Спілки українських підприємців

## Родина
Має п'ять дітей — дві дочки і три сини. Жінку звуть Анна. Діти: Давід Ігор 8 років, Марія 14 років , Ігор 18 років .